# Rediviva neliana
Rediviva neliana är en biart som beskrevs av Cockerell 1931. Rediviva neliana ingår i släktet Rediviva och familjen sommarbin. Inga underarter finns listade i Catalogue of Life.